# Aleksander Czcheidze
Aleksander Czcheidze (gruz. ალექსანდრე ჩხეიძე; ros. Александр Давидович Чхеидзе; ur. 23 czerwca?/5 lipca 1873 w Kutnikach, gubernia kutaiska, zm. 1941 w Moskwie) – oficer kontraktowy Wojska Polskiego, generał brygady, z pochodzenia Gruzin. 

## Pochodzenie i rodzina
Urodził się 5 lipca 1873 roku we wsi Kutniki. Ojciec generała Dawid, pochodził ze starej szlacheckiej rodziny, dosłużył się stopnia pułkownika w guberni kutaiskiej, był spokrewniony ze znanym działaczem mienszewickim Nikolozem Czcheidze.

## Służba w armii rosyjskiej
Po ukończeniu Tyfliskiego Korpusu Kadetów, Czcheidze wstąpił 1 września 1892 roku do 3 Aleksandrowskiej Szkoły Wojskowej w Petersburgu. Po jej ukończeniu 7 sierpnia 1893 został mianowany ppor. i rozpoczął służbę w 16 Grenadierskim Mingrelskim Pułku Jego Imperatorskiej Wysokości Wielkiego Księcia  Dymitra Konstantynowicza, gdzie od 13 kwietnia 1894 roku służył jako dowódca pułkowego pododdziału myśliwskiego, a od 5 marca 1897 roku był zarządzającym bronią w pułku (zbrojmistrz?).  W latach 1914–1917 służył – podobnie jak późniejszy gen. Aleksander Zakariadze – w 15 Grenadierskim Tyfliskim Pułku Jego Imperatorskiej Wysokości Wielkiego Księcia Konstantina Konstantowicza. Stopień pułkownika posiadał ze starszeństwem od 6 grudnia 1915 roku. Czcheidze był wyśmienitym strzelcem, wielokrotnie wyróżnianym za doskonałe wyniki podczas licznych konkursów strzeleckich. Za zajęcie pierwszego miejsca w dywizyjnych zawodach strzeleckich, 9 listopada 1896 roku został odznaczony srebrnym medalem upamiętniającym intronizację Imperatora Aleksandra III.

## Służba w armii Zakaukaskiej Republiki Demokratycznej i armii gruzińskiej
Po przewrocie bolszewickim w listopadzie 1917 roku, wstąpił na służbę do armii nowo powstałej Zakaukaskiej Republiki Demokratycznej. Z chwilą proklamowania Gruzińskiej Republiki Demokratycznej w maju 1918 roku – powstałej w wyniku rozpadu Zakaukaskiej Republiki Demokratycznej - rozpoczął pełnić obowiązki zastępcy komendanta Tyfliskiej Szkoły Junkrów (odpowiednik polskiej podchorążówki). Wówczas został mianowany do stopnia generała brygady. Po wkroczeniu w lutym 1921 roku sowieckiej 11 Armii, podczas krótkotrwałej obrony republiki, walczył na czele junkrów – już jako komendant szkoły – przeciwko oddziałom miejscowych bolszewików i Armii Czerwonej. Po upadku Gruzji wyemigrował do Turcji, do Konstantynopola. Stamtąd jesienią 1922 roku przybył do Polski. 

## Służba w Wojsku Polskim
Od listopada 1922 do lutego 1923 roku uczestniczył jako hospitant w III turnusie kursu dla dowódców pułku w Doświadczalnym Centrum Wyszkolenia Armii w Rembertowie. Jako opiekun grupy Gruzinów spędził rok w Szkole Podchorążych Piechoty w Warszawie. Od 22 września 1923 roku uczęszczał jako hospitant na kurs w Głównej Szkole Jazdy w Grudziądzu. W latach 1924–26 odbywał staż w Oficerskiej Szkole Kawalerii i 16 Dywizji Piechoty w Grudziądzu. Od 11 kwietnia 1927 do 31 maja 1931 dowódca piechoty dywizyjnej w 14 Dywizji Piechoty w Poznaniu. W tym czasie mieszkał na ulicy Matejki. Czcheidze od 31 maja do 31 sierpnia 1931 pozostawał w dyspozycji dowódcy Dowództwa Okręgu Korpusu VII, następnie został zwolniony z Wojska Polskiego, w wyniku nieodnowienia kontraktu. 

## Dalsze losy i rodzina
Po przejściu w stan spoczynku zamieszkał we Lwowie, gdzie po wkroczeniu Rosjan we wrześniu 1939 roku został aresztowany przez NKWD jako „wróg ludu” i osadzony we lwowskim więzieniu nr 1 przy ulicy Sapiehy. W czerwcu 1940 roku przewieziono go do wewnętrznego więzienia NKWD w Kijowie, gdzie przedstawiono mu akt oskarżenia. Przestępstwa jakie mu zarzucano - służba w armii mienszewickiej Gruzji i walka przeciwko Armii Czerwonej, służba w armii polskiej oraz aktywny udział w Komitecie Gruzińskim działającym w Warszawie - były ścigane z paragrafów 54-13 Kodeksu Karnego Ukraińskiej SRR. Ostatni ślad dotyczący gen. Czcheidze to pokwitowanie dowódcy konwoju z ukraińskiego NKWD Griniewicza z 16 grudnia 1940 roku „Więźnia Czcheidzego A.D. przyjąłem. Pod specjalnym konwojem zostanie on przetransportowany do Moskwy”. Należy sądzić, iż w pierwszych miesiącach 1941 roku wyrokiem tzw. „trójki” – kolegium Specjalnego przy NKWD ZSRR – w Moskwie został skazany i rozstrzelany.
Gen. Czcheidze był żonaty z Zofią, córką płk. Iwana Kwinitadze, jego szwagier gen. Arkadiusz Kwinitadze był głównodowodzącym armii gruzińskiej. Syn Jerzy Dawid urodzony 2 stycznia 1902 roku, por. kontraktowy WP, służył w 7 Pułku Strzelców Konnych. Zmarł na serce, w wyniku komplikacji po przebytej grypie, 8 września 1927 roku. Został pochowany w Poznaniu na cmentarzu wojskowym, grób nr 1069.

## Odznaczenia
- Order Świętego Włodzimierza III klasy (4 września 1917)[9]
- Order Świętego Włodzimierza IV klasy (8 maja 1915)[9]
- Order Świętej Anny II klasy (6 grudnia 1913)[9]